# Bimatoprost
Bimatoprost – organiczny związek chemiczny, syntetyczny prostamid, który w działaniu przypomina naturalne prostaglandyny. Jest wykorzystywany w kroplach do oczu obniżających ciśnienie śródgałkowe i okołogałkowe oraz w kosmetykach do zwiększania wzrostu rzęs. Bimatoprost zmniejsza ciśnienie wewnątrzgałkowe przez zwiększenie odpływu cieczy wodnistej z oka u osób chorujących na jaskrę (nadmierne nawodnienie może powodować uszkodzenie nerwu wzrokowego, a w konsekwencji utratę wzroku).

## Stosowanie
W przypadku chorób oczu lek na bazie bimatoprostu (np. Lumigan) zakraplany jest do worka spojówkowego, gdzie dalej przenika do rogówki i twardówki. Stężenie w lekach wynosi 0,1–0,3 mg/ml. Ze względu na brak badań nad stosowaniem bimatoprostu u pacjentów z zaburzeniem czynności nerek lub z umiarkowanymi do ciężkich zaburzeniami czynności wątroby, u tych pacjentów należy stosować go ostrożnie, gdyż jest on wydalany głównie przez nerki. Do 67% dawki podanej dożylnie zdrowym dorosłym ochotnikom było wydalane w moczu, zaś 25% dawki było wydalane z kałem. Okres półtrwania w fazie eliminacji określony po podaniu dożylnym wynosił około 45 minut, zaś całkowity klirens z krwi wynosił 1,5 l/(h•kg) mc.
W odżywkach do rzęs stosuje się bimatoprost o mniejszym stężeniu niż w kroplach przeciw jaskrze (0,03%). Bimatoprost przedłuża fazę aktywnego wzrostu włosa (tzw. fazę anagen). Dłuższy czas trwania wzrostu sprawia, że rzęsy osiągają znacznie większy rozmiar. Pierwsze efekty stosowania odżywki pojawiają się po kilku tygodniach. Skuteczność takich preparatów jest na tyle duża, że są one używane przez osoby walczące z problemem łysienia oraz przez pacjentów, którzy utracili rzęsy po chemioterapii. Efekt długich rzęs nie jest trwały ze względu na cykl życia tego włoska. Po odstawieniu kosmetyku, gdy włosek przejdzie kolejno fazę katagen i telogen, wraca do pierwotnego wyglądu. Odżywkę z bimatoprostem należy stosować zgodnie z zaleceniami producenta. Należy unikać kontaktu preparatu z gałka oczną. Z odżywki zrezygnować powinny kobiety w ciąży i podczas karmienia piersią, pacjenci w trakcie chemioterapii oraz osoby poniżej 18. roku życia. Obecne na rynku odżywki do rzęs są przebadane i uznane przez dermatologów i oftalmologów za bezpieczne.

## Skutki uboczne
Ponieważ bimatoprost jest lekiem, daje skutki uboczne (podobnie jak inne substancje lecznicze). Może powodować przekrwienie spojówek, świąd, stany zapalne rogówki i spojówki, uczucie pieczenia i podrażnienia oczu, łzawienie, efekt zamglonego widzenia, ból oka i głowy, wzmożoną pigmentację tęczówki oraz skóry wokół oczodołu. Bimatoprost praktycznie nie wchłania się po zaaplikowaniu na skórę, w związku z czym nie wykazuje ogólnoustrojowych efektów ubocznych, nie wpływa istotnie na ciśnienie tętnicze oraz na rytm pracy serca oraz nie wywołuje interakcji z innymi lekami. Preparatu nie należy stosować w czasie ciąży, jeśli nie jest to wyraźnie konieczne. Zaleca się, aby nie stosować preparatu u matek karmiących piersią.
Poza typowo okulistycznymi działaniami niepożądanymi leki na jaskrę zawierające bimatoprost dają jako skutek uboczny również nadmierny wzrost i ściemnienie rzęs. To zjawisko zostało szybko zauważone przez przemysł kosmetyczny, bo jest to efekt pożądany przez kobiety. Stosowanie leków jest obarczone większym ryzykiem uszkodzenia narządu wzroku u osób, które nie borykają się z problemem nadciśnienia ocznego, ze względu na większe stężenie bimatoprostu. Dlatego poziom stężenia w kosmetykach stał się obiektem badań i 5 grudnia 2008 roku amerykańska Agencja Żywności i Leków zatwierdziła bimatoprost do celów kosmetycznych. Od tego momentu jest on stosowany powszechnie w kosmetykach do zwiększania grubości, długości i ciemności rzęs.